# New Zealand Ice Hockey League 2008
Die Saison 2008 war die vierte Spielzeit der New Zealand Ice Hockey League, der höchsten neuseeländischen Eishockeyspielklasse. Meister wurden zum zweiten Mal in der Vereinsgeschichte die Botany Swarm.

## Modus
In der Regulären Saison absolvierte jede der fünf Mannschaften insgesamt zwölf Spiele. Die beiden bestplatzierten Mannschaften qualifizierten sich für das Meisterschaftsfinale. Für einen Sieg nach regulärer Spielzeit erhielt jede Mannschaft drei Punkte, für ein Unentschieden einen Punkt und für eine Niederlage nach der regulären Spielzeit null Punkte.

## Reguläre Saison

### Tabelle
|    | Klub                   | Sp | S | U | N  | Tore  | Punkte |
| -- | ---------------------- | -- | - | - | -- | ----- | ------ |
| 1. | Canterbury Red Devils  | 12 | 9 | 2 | 1  | 93:48 | 32     |
| 2. | Botany Swarm           | 12 | 8 | 3 | 1  | 65:35 | 31     |
| 3. | Southern Stampede      | 12 | 5 | 1 | 6  | 58:56 | 18     |
| 4. | West Auckland Admirals | 12 | 3 | 2 | 7  | 48:64 | 15     |
| 5. | Dunedin Thunder        | 12 | 1 | 0 | 11 | 30:91 | 4      |

Sp = Spiele, S = Siege, U = Unentschieden, N = Niederlagen, OTS = Overtime-Siege, OTN = Overtime-Niederlage, SOS = Penalty-Siege, SON = Penalty-Niederlage

## Finale
- Botany Swarm – Canterbury Red Devils 3:2